# Équipe de France de football en 1926
Chronologie
Saison précédente Saison suivante
L'équipe de France joue six matches en 1926 pour quatre victoires, un nul et une défaite. Pour la première fois de son histoire, l'équipe de France remporte trois matches de suite. 
Crut est resélectionné après avoir été suspendu par la FFFA après les J.O. de 1924.
Lors du match à Toulouse, l'équipe de France est composée de joueurs venant d'Afrique du Nord : Salvano et Bonello, qui marquent un but chacun.

## Les matchs
| Date          | Stade                                           | Adversaire  | Score | Comp | Buteurs français                                    |
| 11 avril 1926 | Stade Pershing Paris, France                    | Belgique    | V 4-3 | A    | Devaquez (17e), Crut (33ecf & 59e) & Leveugle (40e) |
| 18 avril 1926 | Stade des Ponts Jumeaux Toulouse, France        | Portugal    | V 4-2 | A    | Salvano (16e), Brunel (40e & 65e) & Bonello (56e)   |
| 25 avril 1926 | Stade olympique Yves-du-Manoir Colombes, France | Suisse      | V 1-0 | A    | Nicolas (12e)                                       |
| 30 mai 1926   | Simmeringer Platz Vienne, Autriche              | Autriche    | D 1-4 | A    | Crut (11e)                                          |
| 13 juin 1926  | Stade olympique Yves-du-Manoir Colombes, France | Yougoslavie | V 4-1 | A    | Gallay (16e) & Nicolas (17e, 37e & 61e)             |
| 20 juin 1926  | Stade du Daring club Molenbeek, Belgique        | Belgique    | N 2-2 | A    | Accard (3e) & Devaquez (89e)                        |

A : match amical.

## Les joueurs
| Joueurs                                                           |     |    |    |    |    |     |
| Gardiens de but                                                   |     |    |    |    |    |     |
| Maurice Cottenet (Olympique)                                      | 90  | 90 | 90 | 90 | 90 | 90  |
| Défenseurs                                                        |     |    |    |    |    |     |
| Jacques Canthelou (FC Rouen)                                      | 90  | 90 | 90 | 90 | 90 | 90  |
| Urbain Wallet (Amiens AC)                                         | 90  | 90 | 90 | 90 | 90 |     |
| Léon Huot (Olympique d'Alais) (4e et dernière sélection)          |     |    |    |    |    | 90  |
| Milieux                                                           |     |    |    |    |    |     |
| Alexandre Villaplane (FC Sète) (1re sélection)                    | 90  | 90 | 90 | 90 | 90 | 90  |
| Marcel Domergue (SC Nîmes)                                        | 90  | 90 | 90 | 90 | 90 | 90  |
| Georges Moulène (CA Paris) (1re et dernière sélection)            | 90  |    |    |    |    |     |
| René Dedieu (SC Nîmes)                                            |     | 90 |    | 90 | 90 | 90  |
| Robert Dauphin (Stade français) (3e sélection)                    |     |    | 90 |    |    |     |
| Attaquants                                                        |     |    |    |    |    |     |
| Édouard Crut (Olympique de Marseille)                             | 90  | 90 | 90 | 90 |    |     |
| Jules Devaquez (Olympique de Marseille)                           | 90  | 90 | 90 |    | 90 | 90  |
| Guillaume Lieb (FC Bischwiller)                                   | 90  |    | 90 | 90 | 90 | 90  |
| Maurice Gallay (Olympique de Marseille) (1re sélection)           | 45  |    |    | 90 | 90 | 90  |
| Raymond Sentubéry (Club français) (dernières sélections)          | r45 |    |    | 90 |    |     |
| Edmond Leveugle (RC Roubaix) (1re et dernière sélection)          | 90  |    |    |    |    |     |
| Georges Bonello (FC Blidéen) (1re sélection)                      |     | 90 | 90 |    |    |     |
| Henri Salvano (FC Blidéen) (1re et dernière sélection)            |     | 90 |    |    |    |     |
| Fernand Brunel (Gallia Club Lunel) (1re et dernière sélection)    |     | 90 |    |    |    |     |
| Paul Nicolas (Red Star Olympique)                                 |     |    | 90 |    | 90 | 16  |
| Désiré Gosselin (Stade Olympique Est) (1re et dernière sélection) |     |    |    | 90 |    |     |
| Robert Accard (Stade Havrais) (dernières sélections)              |     |    |    |    | 90 | 90  |
| Georges Stuttler (Olympique) (1re et dernière sélection)          |     |    |    |    |    | r74 |